# Kasachischer Fußballpokal 2022
Der Kasachische Fußballpokal 2022 war die 30. Austragung des Pokalwettbewerbs im Fußball in Kasachstan. Pokalsieger wurde Ordabassy Schymkent. Das Team setzte sich im Finale gegen Aqschajyq Oral durch. Titelverteidiger FK Qairat Almaty schied im Viertelfinale gegen den späteren Finalisten aus.

## Modus
Die 16 Mannschaften der ersten und zweiten Liga spielten in drei Runden zwei Teams aus, die mit den 14 Vereinen der Premjer-Liga die Gruppenphase bestritten. In den vier Gruppen qualifizierten sich die jeweils besten zwei Teams für das Viertelfinale.
Die Sieger im Viertel- und Halbfinale wurden im Gegensatz zum Vorjahr in einem Spiel ermittelt. Im Viertelfinale hatten die Gruppensieger Heimrecht gegen einen Gruppenzweiten.

## Teilnehmende Mannschaften
| Premjer-Liga alle Vereine der Saison 2022 | Erste Liga sechs Vereine der Saison 2022 | Zweite Liga acht Vereine der Saison 2022                                                          |
| FK Qairat Almaty (TV) Aqschajyq Oral FK Aqsu FK Aqtöbe FK Astana FK Atyrau Kaspij Aqtau FK Machtaaral Schachtjor Qaraghandy Tobyl Qostanai Ordabassy Schymkent FK Qysyl-Schar SK FK Taras FK Turan | FK Baikonur FK Igilik Qaratau Akademija Ontustik Oqschetpes Kökschetau Qaisar Qysylorda FK Qyran Türkistan Schenis Astana Schetissu Taldyqorghan Jassi Türkistan | FK Altai Semei FK Aqtöbe City Arys FK SD Family Astana FK Khan-Tengri Schas Kyran FK Schas Sunkar |

## 1. Runde
| Datum      |                        | Ergebnis        |                       |
| ---------- | ---------------------- | --------------- | --------------------- |
| 06.04.2022 | FK Igilik Qaratau      | 1:2             | Schenis Astana        |
| 06.04.2022 | FK Qyran Türkistan     | 0:3             | Akademija Ontustik    |
| 06.04.2022 | FK Aqtöbe City         | 2:1 n. V.       | Arys FK               |
| 06.04.2022 | Qaisar Qysylorda       | 2:0             | Oqschetpes Kökschetau |
| 06.04.2022 | Jassi Türkistan        | 0:0 (2:1 i. E.) | FK Khan-Tengri        |
| 06.04.2022 | Schetissu Taldyqorghan | 4:0             | FK Altai Semei        |
| 06.04.2022 | SD Family Astana       | 1:1 (5:6 i. E.) | FK Schas Kyran        |
| 07.04.2022 | FK Baikonur            | 1:4             | FK Schas Sunkar       |

## 2. Runde
| Datum      |                    | Ergebnis        |                        |
| ---------- | ------------------ | --------------- | ---------------------- |
| 12.04.2022 | FK Aqtöbe City     | 0:0 (2:3 i. E.) | Schetissu Taldyqorghan |
| 12.04.2022 | Akademija Ontustik | 2:3             | Schenis Astana         |
| 12.04.2022 | Jassi Türkistan    | 2:0             | FK Schas Kyran         |
| 12.04.2022 | Qaisar Qysylorda   | 1:0             | FK Schas Sunkar        |

## 3. Runde
| Datum      |                        | Ergebnis  |                 |
| ---------- | ---------------------- | --------- | --------------- |
| 04.05.2022 | Schetissu Taldyqorghan | 2:1 n. V. | Schenis Astana  |
| 04.05.2022 | Qaisar Qysylorda       | 3:0       | Jassi Türkistan |

## Gruppenphase

### Gruppe A
| Pl. | Verein              | Sp. | S | U | N | Tore    | Diff. | Punkte |
| --- | ------------------- | --- | - | - | - | ------- | ----- | ------ |
| 1.  | FK Qairat Almaty    | 6   | 5 | 1 | 0 | 015:600 | +9    | 16     |
| 2.  | Ordabassy Schymkent | 6   | 3 | 0 | 3 | 009:800 | +1    | 09     |
| 3.  | FK Atyrau           | 6   | 2 | 1 | 3 | 006:110 | −5    | 07     |
| 4.  | FK Aqsu             | 6   | 0 | 2 | 4 | 003:800 | −5    | 02     |

|                     | FK Qairat Almaty | Ordabassy Schymkent | FK Atyrau | FK Aqsu |
| ------------------- | ---------------- | ------------------- | --------- | ------- |
| FK Qairat Almaty    |                  | 2:0                 | 3:0       | 3:2     |
| Ordabassy Schymkent | 1:3              |                     | 1:2       | 2:0     |
| FK Atyrau           | 2:3              | 1:4                 |           | 0:0     |
| FK Aqsu             | 1:1              | 0:1                 | 0:1       |         |

### Gruppe B
| Pl. | Verein            | Sp. | S | U | N | Tore    | Diff. | Punkte |
| --- | ----------------- | --- | - | - | - | ------- | ----- | ------ |
| 1.  | Qaisar Qysylorda  | 6   | 4 | 1 | 1 | 011:700 | +4    | 13     |
| 2.  | Aqschajyq Oral    | 6   | 3 | 1 | 2 | 009:600 | +3    | 10     |
| 3.  | Kaspij Aqtau      | 6   | 3 | 1 | 2 | 010:900 | +1    | 10     |
| 4.  | FK Qysyl-Schar SK | 6   | 0 | 1 | 5 | 004:120 | −8    | 01     |

|                   | Qaisar Qysylorda | Aqschajyq Oral | Kaspij Aqtau | FK Qysyl-Schar SK |
| ----------------- | ---------------- | -------------- | ------------ | ----------------- |
| Qaisar Qysylorda  |                  | 1:0            | 1:2          | 3:1               |
| Aqschajyq Oral    | 2:2              |                | 3:1          | 1:0               |
| Kaspij Aqtau      | 1:2              | 2:1            |              | 1:1               |
| FK Qysyl-Schar SK | 1:2              | 0:2            | 1:3          |                   |

### Gruppe C
| Pl. | Verein         | Sp. | S | U | N | Tore    | Diff. | Punkte |
| --- | -------------- | --- | - | - | - | ------- | ----- | ------ |
| 1.  | FK Taras       | 6   | 3 | 3 | 0 | 017:800 | +9    | 12     |
| 2.  | FK Machtaaral  | 6   | 3 | 1 | 2 | 011:900 | +2    | 10     |
| 3.  | FK Aqtöbe      | 6   | 2 | 2 | 2 | 006:600 | ±0    | 08     |
| 4.  | Tobyl Qostanai | 6   | 1 | 0 | 5 | 007:180 | −11   | 03     |

|                | FK Taras | FK Machtaaral | FK Aqtöbe | Tobyl Qostanai |
| -------------- | -------- | ------------- | --------- | -------------- |
| FK Taras       |          | 4:2           | 0:0       | 6:1            |
| FK Machtaaral  | 1:1      |               | 3:2       | 1:0            |
| FK Aqtöbe      | 1:1      | 1:0           |           | 1:0            |
| Tobyl Qostanai | 3:5      | 1:4           | 2:1       |                |

### Gruppe D
| Pl. | Verein                 | Sp. | S | U | N | Tore    | Diff. | Punkte |
| --- | ---------------------- | --- | - | - | - | ------- | ----- | ------ |
| 1.  | FK Astana              | 6   | 3 | 3 | 0 | 017:700 | +10   | 12     |
| 2.  | Schachtjor Qaraghandy  | 6   | 3 | 1 | 2 | 013:140 | −1    | 10     |
| 3.  | FK Turan               | 6   | 1 | 2 | 3 | 005:900 | −4    | 05     |
| 4.  | Schetissu Taldyqorghan | 6   | 0 | 4 | 2 | 004:900 | −5    | 04     |

|                        | FK Astana | Schachtjor Qaraghandy | FK Turan | Schetissu Taldyqorghan |
| ---------------------- | --------- | --------------------- | -------- | ---------------------- |
| FK Astana              |           | 5:2                   | 2:1      | 2:2                    |
| Schachtjor Qaraghandy  | 1:7       |                       | 4:0      | 4:2                    |
| FK Turan               | 1:1       | 0:2                   |          | 3:0                    |
| Schetissu Taldyqorghan | 0:0       | 0:0                   | 0:0      |                        |

|  | Viertelfinale         | Viertelfinale       |                |      | Halbfinale | Halbfinale |  |  | Finale | Finale |
|  |                       |                     |                |      |            |            |  |  |        |        |
|  | FK Qairat Almaty      | 1                   |                |      |            |            |  |  |        |        |
|  | Aqschajyq Oral        | 2                   |                |      |            |            |  |  |        |        |
|  | Aqschajyq Oral        | 2                   | Aqschajyq Oral | 5    |            |            |  |  |        |        |
|  |                       |                     | Aqschajyq Oral | 5    |            |            |  |  |        |        |
|  |                       | FK Taras            | 3              |      |            |            |  |  |        |        |
|  | FK Taras              | FK Taras            | 3              | 01 * |            |            |  |  |        |        |
|  | FK Taras              |                     |                | 01 * |            |            |  |  |        |        |
|  | Schachtjor Qaraghandy | 1                   |                |      |            |            |  |  |        |        |
|  |                       |                     | Aqschajyq Oral | 4    |            |            |  |  |        |        |
|  |                       | Ordabassy Schymkent | 5              |      |            |            |  |  |        |        |
|  | FK Astana             | 1                   |                |      |            |            |  |  |        |        |
|  | FK Machtaaral         | 0                   |                |      |            |            |  |  |        |        |
|  | FK Machtaaral         | 0                   | FK Astana      | 2    |            |            |  |  |        |        |
|  |                       |                     | FK Astana      | 2    |            |            |  |  |        |        |
|  |                       | Ordabassy Schymkent | 3              |      |            |            |  |  |        |        |
|  | Qaisar Qysylorda      | Ordabassy Schymkent | 3              | 1    |            |            |  |  |        |        |
|  | Qaisar Qysylorda      |                     |                | 1    |            |            |  |  |        |        |
|  | Ordabassy Schymkent   | 01 *                |                |      |            |            |  |  |        |        |

## Viertelfinale
| Datum      |                  | Ergebnis        |                       |
| ---------- | ---------------- | --------------- | --------------------- |
| 31.08.2022 | FK Qairat Almaty | 1:2             | Aqschajyq Oral        |
| 31.08.2022 | FK Taras         | 1:1 (4:2 i. E.) | Schachtjor Qaraghandy |
| 31.08.2022 | FK Astana        | 1:0             | FK Machtaaral         |
| 31.08.2022 | Qaisar Qysylorda | 1:1 (1:4 i. E.) | Ordabassy Schymkent   |

## Halbfinale
| Datum      |                | Ergebnis |                     |
| ---------- | -------------- | -------- | ------------------- |
| 19.10.2022 | Aqschajyq Oral | 5:3      | FK Taras            |
| 19.10.2022 | FK Astana      | 2:3      | Ordabassy Schymkent |

## Finale
| Paarung             | Aqschajyq Oral – Ordabassy Schymkent |
| Ergebnis            | 4:5 n. V. (4:4, 2:1) |
| Datum               | 12. November 2022 um 15:00 Uhr (UTC+6) |
| Stadion             | Astana Arena, Nur-Sultan |
| Zuschauer           | 3.620 |
| Schiedsrichter      | Artjom Kutschin |
| Tore                | 1:0 Badojan (7.) 2:0 Tabatadse (11.) 2:1 Schamschi (26.) 2:2 Sadouski (51.) 3:2 Tabatadse (67.) 4:2 Kowalenko (73.) 4:3 Fedin (76.) 4:4 Luis Enrique Guedes (90.+8') 4:5 Astanow (119., Foulelfmeter) |
| Aqschajyq Oral      | Ştefan Sicaci – Sergei Schustikow (62. Amir Bilali), Witalij Pryndeta, Bauyrschan Omarow, Pawel Nasarenko (99. Ruslan Chairow) – Maksym Kalentschuk (62. Batyr Mukaschew), Illja Kowalenko (78. Petros Awetisjan), Schawen Badojan, Rafael Sabino – Toma Tabatadse (78. Artur Gasdanow), Luka Imnadse Cheftrainer: Oleg Beschenar |
| Ordabassy Schymkent | Bekchan Schajsada – Karam Sultanow, Sagadat Tursynbaj, Oleksandr Batischtschew, Maxim Fedin – Dmitrij Borodin, Aqmal Baqtijarow (82. Adilchan Dobaj), Samat Schamschi (75. Serge Nyuiadzi), Schochbos Umarow (86. Luis Enrique Guedes), – Viktor Braga, Usewalad Sadouski (75. Elchan Astanow) Cheftrainer: Aljaksandr Sjadnjou   |
| Gelbe Karten        | Kalentschuk (20.), Rafael Sabini (54.), Bilali (64.), Pryndeta (117.), Omarow (118.) – Tursynbaj (61.), Batischtschew (94.) |